# Zeitdiskretes Signal
Ein zeitdiskretes Signal, manchmal auch nur als diskretes Signal oder diskontinuierliches Signal bezeichnet, ist eine spezielle Form eines Signals, das nur zu bestimmten, üblicherweise äquidistanten Zeitpunkten definiert ist. Es wird aus einem zeitkontinuierlichen Signal durch Abtastung gewonnen, wobei dem zeitkontinuierlichen Signalverlauf zu bestimmten Zeitpunkten ein Signalwert entnommen wird. Jeder Signalwert kann einerseits wertkontinuierlich und in seiner Auflösung beliebig genau sein. Andererseits kann ein zeitdiskretes Signal durch eine zusätzliche Quantisierung der einzelnen Signalwerte, das bedeutet eine Reduzierung des Wertevorrates auf eine bestimmte, endliche Anzahl von Niveaus, in ein Digitalsignal umgewandelt werden.
Zeitdiskrete Signale spielen in der Signaltheorie und der Informationstheorie zur Systembeschreibung und als Vorstufe zur digitalen Signalverarbeitung eine bedeutende Rolle.

## Allgemeines

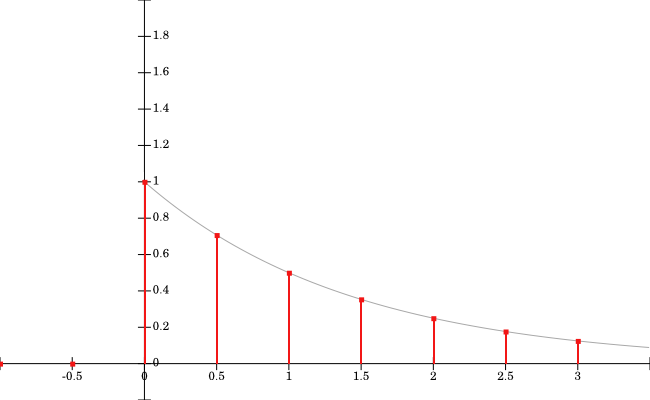
In grau der kontinuierliche Signalverlauf; die vertikalen roten Linien stellen das daraus gebildete zeitdiskrete Signal dar.

Ein wertkontinuierliches zeitdiskretes Signal kann mathematisch als eine Folge x[n] von reellen Zahlen mit {\displaystyle n\in \mathbb {N} } beschrieben werden. Der Index n stellt die auf die Abtastrate normierte Zeitvariable dar – üblicherweise erfolgt die Abtastung zu konstanten zeitlichen Abständen Ts. Der Kehrwert wird als Abtastrate oder als Abtastfrequenz fs bezeichnet. Die Werte des zeitdiskreten Signals zwischen zwei Abtastzeitpunkten {\displaystyle p} und {\displaystyle p+1} sind nicht Null, sondern nicht definiert.
Das Nyquist-Shannon-Abtasttheorem beschreibt in diesem Fall den Effekt, dass in der Folge x[n] dann die vollständige Information des kontinuierlichen Signalverlaufs enthalten ist, wenn dessen höchsten Frequenzanteile fa kleiner als die halbe Abtastfrequenz fs sind:
{\displaystyle f_{a}<{\frac {f_{s}}{2}}}
Ein kontinuierliches Signal kann, als Beispiel und in der rechten Abbildung dargestellt, durch die Funktion
{\displaystyle 2^{-x}}
beschrieben werden. Das daraus abgeleitete zeitdiskrete Signal ist mit roten vertikalen Linien gekennzeichnet und lässt sich ausdrücken als:
{\displaystyle x[n]={\begin{cases}0,&{\text{für }}(x<0)\\2^{-n},&{\text{mit }}n={\frac {1}{2}}p{\text{ ; für }}p=0,1,2,\ldots ,N\end{cases}}}